# Eleanor de Laittre
Eleanor de Laittre (3 de abril de 1911-9 de enero de 1998) fue una artista visual estadounidense y una de las primeras defensoras del arte abstracto, de inspiración cubista y en gran parte no objetivo. Durante un período en el que el arte representativo era la norma en los Estados Unidos, se adhirió a un estilo basado en su estudio de las pinturas de Pablo Picasso, Joan Miró, Paul Klee y Raoul Dufy .  Fue miembro de American Abstract Artists, un grupo que floreció a fines de la década de 1930 y durante toda la década de 1940 y que incluía entre sus miembros a Josef Albers, Ilya Bolotowsky, Werner Drewes, Suzy Frelinghuysen, AE Gallatin, Adolph Gottlieb, László Moholy-Nagy, George LK Morris y Ad Reinhardt .  En 1939, de Laittre fue reconocida por su habilidad en el manejo del diseño de una pintura que había colocado en una exposición colectiva y fue elogiada en general por su  manejo sutil del color.  La evaluación crítica de su trabajo siguió siendo positiva en la década de 1940 y principios de la de 1950 y hacia el final de su carrera fue honrada como una de las artistas más conocidas entre quienes se esforzaron por vencer la resistencia al arte abstracto en Estados Unidos.  

## Edad temprana y educación
Después de estudiar en una escuela privada en Minneapolis y en un internado en Washington D. C., de Laittre ingresó Colegio Smith como estudiante de primer año en 1929. Un año después, habiéndose interesado en hacer arte, dejó a Smith para inscribirse en clases de vida y dibujo en la Escuela del Museo de Bellas Artes, Boston. En 1932 se mudó a Nueva York para estudiar con George Luks y, después de su muerte en el otoño de 1933, con John Sloan en el estudio de George Luks. A pesar de esta firme base en el realismo tradicional estadounidense, de Laittre se sintió atraído por un estilo abstracto y buscó inspiración en el modernismo francés. Un crítico encontró que sus primeras pinturas expuestas "traicionaban una afición" por el estilo de Paul Cézanne. En 1989, le dijo a un entrevistador que al principio de su carrera había experimentado con la forma en el estilo de Modigliani, luego miró pinturas de Miró y Klee para obtener ayuda en el desarrollo de una técnica modernista, y finalmente aprendió la simplicidad y la claridad caligráfica a través del estudio de Raoul Dufy.
Durante los años de la Gran Depresión, cuando a los artistas jóvenes, en particular a las mujeres, les resultaba muy difícil atraer la atención de los galeristas, de Laittre pudo mostrar su trabajo con frecuencia en las galerías de Nueva York. En 1933 participó en dos exposiciones colectivas. El primero contenía pinturas de estudiantes del estudio de George Luks donde había estudiado De Laittre. Un crítico señaló que ninguno de los trabajos en exhibición era descaradamente imitativo y algunos mostraban un enfoque y métodos distintivos.  Respecto a la segunda exposición, en la Midtown Gallery, Howard Devree, crítico de arte del New York Times, llamó la atención sobre la calidad de su manejo de la luz en un cuadro suyo llamado “Aquarium”.  Con respecto a una exposición colectiva en 1934 en la Galería Montross, el otro crítico de ese periódico, Edward Alden Jewell, dijo que "sin duda no necesita que le recuerden que su trabajo es modernismo francés académico", lo que, para él, no era un elogio.  Con respecto a esta muestra, otro crítico notó que su trabajo se estaba viendo repetidamente y, de hecho, fue incluida en una segunda muestra colectiva ese año, esta vez en la Uptown Gallery. Allí fue agrupada con otros artistas jóvenes como Milton Avery, Oronzo Gasparo, Adolph Gottlieb, Louis Harris, Helen West Heller, Pino Janni, Pietro Lazzari, Mark Rothko, Vincent Spagna y Geri Pine, como "expresionistas americanos" que, se les dice, han elegido continuar con los trabajos lánguidos de la École de Paris ". 

Eleanor de Laittre, "Retrato de una joven", 1939, 44,45 x 40,64 cm (17,5 x 16 pulgadas), óleo sobre tabla

En 1934, De Laittre se mudó a Chicago para casarse con su primer marido, Merrill Shepard. Mientras vivía allí, continuó pintando y participando en exposiciones anuales en el Instituto de Arte de Chicago .  Eleanor Jewett, la crítica de arte del Chicago Tribune de la época, hizo una crítica mordaz de la muestra de 1938. De acuerdo con una visión entonces común en los Estados Unidos sobre el valor del arte abstracto, elogió burlonamente el expresionismo imprudente de los artistas y los esfuerzos extremos para transmitir "lo intangible" al espectador. Ella les dijo a sus lectores: "en la exposición encontrarán repetidamente que las imágenes les están provocando la sensación de que también pueden hacerlo". Destacó "Holiday for Hats" de De Laittre como "completamente fantástica". 
El punto de vista de Jewett no fue compartido por los críticos de Nueva York, quienes continuaron viendo una alta calidad y una madurez creciente en el trabajo de De Laittre. En 1939 se le dio su primera exposición individual. Al reseñar esta muestra, en la Contemporary Arts Gallery, la crítica del New York Times elogió su sentido del diseño y el buen gusto que mostró en el uso de colores sencillos de bajo perfil. De todos modos, dijo que era un "primer espectáculo interesante, pero de carácter algo tentativo".  La pintura, "Retrato de una niña", exhibe cualidades citadas por el crítico.

## Estilo maduro

Eleanore de Laittre, "Cuadrados", 1946, 33 × 10 pulgadas, óleo sobre lienzo

De Laittre regresó a Nueva York en 1940 cuando su esposo comenzó sus estudios de posgrado en la Universidad de Columbia. Continuó participando en exposiciones colectivas e individuales. Después de recibir su título en 1943, su esposo se desempeñó como oficial naval en el Pacific Theatre y durante ese tiempo él y ella se divorciaron. Él regresó a Chicago mientras ella permanecía en Nueva York.  En ese momento, de Laittre se convirtió en miembro de American Abstract Artists, un grupo que se había formado unos años antes para promover y exhibir arte no figurativo.  Hablando por el grupo, George LK Morris alegó por la aceptación de un arte "vivo y expresivo", actuando "a través de combinaciones de forma, color y línea sin representar objetos definidos" y defendió el estilo "internacional" del grupo, evolucionado a partir del modernismo europeo., contra quienes lo consideraban antiestadounidense. 
El trabajo de De Laittre apareció por primera vez en la quinta exposición anual del grupo celebrada en el Museo Riverside en febrero de 1941.  Al respecto, Edward Alden Jewell escribió: "La no-objetividad sigue siendo la búsqueda especial de estos artistas, y la no-objetividad significa precisamente eso: ningún objeto, tal como miramos el objeto en el mundo que nos rodea. Es una cuestión de líneas, planos y volúmenes: formas abstractas y formas dispuestas en un patrón".  Junto con las pinturas de De Laittre, la muestra incluyó obras de Fernand Léger y Piet Mondrian y miembros del grupo, incluidos Josef Albers, Ilya Bolotowsky, Giorgio Cavallon, Arthur N. Christie, Werner Drewes, Suzy Frelinghuysen, AE Gallatin, Fritz Glarner, Balcomb Greene, Gertrude Greene, Hananiah Harari, Lee Krasner, Ibram Lassaw, George McNeil, László Moholy-Nagy, George LK Morris, Alice Mason, I. Rice Pereira, Ad Reinhardt, Louis Schanker, Charles Green Shaw, Esphyr Slobodkina, Albert Swinden, Robert Jay Wolff y Jean Xceron. 
A principios de la década de 1940, De Laittre, Fannie Hillsmith y Charlotte Cushman se reunían para hablar sobre su trabajo. Al igual que De Laittre, Hillsmith asistió a la Boston Museum School a principios de la década de 1930 y posteriormente se mudó a Nueva York. Formada por William Zorach y Yasuo Kuniyoshi en la Art Students League, había cultivado un estilo cubista que recordaba a Picasso, Miró y Juan Gris.  Cushman se había graduado de Smith College cuando De Laittre era estudiante de primer año allí. Los dos habían asistido juntos a clases en la Boston Museum School y se habían mudado a Nueva York al mismo tiempo. Cushman regresó a Boston al año siguiente, pero se reunió con De Laittre en Nueva York en 1940. Para entonces su estilo, como el de Hillsmith, era abstracto pero figurativo.  Aunque fuertemente influenciados por el modernismo europeo, particularmente el cubismo, cada uno estableció su propio estilo individual. A fines de la década de 1930, Cushman había estudiado escultura en la Art Students League y, a principios de la década de 1940, De Laittre también se dedicó a este medio. Tomó como instructor a Ibram Lassaw, miembro del grupo American Abstract Artists, y aprendió de él las técnicas de soldadura de acero en construcciones complejas y altamente refinadas.  Su estilo en este medio era surrealista a la manera de David Hare . 
Durante unos 15 años después de su regreso a Nueva York, De Laittre mostró sus pinturas con frecuencia con American Abstract Artists y en otras exposiciones. Edward Alden Jewell destacó una de sus pinturas en la sexta exposición de Artistas abstractos estadounidenses y señaló que tenía un toque de representación y mostraba un diseño excelente.  Una exposición individual en la Galería Paul Theobald de Chicago atrajo críticas una vez más del Chicago Tribune, esta vez asociándola con Klee, Picasso y Braque como miembros del "clan surrealista".  En 1943 expuso en la Galería Puma, Nueva York, y el crítico del New York Times señaló la influencia de Klee y Picasso (junto con Miro en lugar de Braque). Dijo que su trabajo no era completamente no-objetivo y que mostraba un estilo claramente personal. Durante las décadas de 1940 y 1950, los críticos del New York Times señalaron con frecuencia su trabajo con aprobación y en 1950 dijeron que era una de las abstraccionistas estadounidenses contemporáneas más conocidas.  Su pintura, "Cuadrados", de 1946, muestra el estilo de pintura no representativo que exhibió con el grupo American Abstract Artists.

## Vida posterior y trabajo

Eleanor de Laittre, pintura sin título, 1949, óleo sobre lino montado en tablero de fibra, 12⅜ x 10⅝ pulgadas, Museo Smithsonian de Arte Americano

Las exposiciones de la galería de Nueva York de la década de 1940 y principios de la de 1950 fueron un punto culminante en la carrera de De Laittre. A partir de entonces, continuó haciendo esculturas y pinturas y en 1989 apareció en una exposición en el Museo Nacional de Arte Americano en Washington D. C. (ahora el Museo Smithsonian de Arte Americano). Llamada "American Abstraction 1930-1945", la exposición honró a un grupo de "pintores y escultores valientes y talentosos" que, según dijo un crítico, fueron injustamente olvidados por sus esfuerzos para establecer el arte abstracto en los Estados Unidos "una generación antes de que finalmente se apoderó". Este crítico señaló que la pintura abstracta de Laittre de 1949 fue "una reminiscencia del surrealismo pero todavía al día en la actualidad". 

## Vida familiar y personal
Eleanor de Laittre nació en Minneapolis el 3 de abril de 1911. Provenía de una familia cuya prosperidad procedía de la perspicacia empresarial de su abuelo, John De Laittre. Era un leñador que había llegado a los bosques de Minnesota desde Ellsworth, Maine, a través de los campos de oro de California a principios de la década de 1850. Además de ser maderero, tuvo éxito en la manufactura, la molienda de harina y la banca. Se desempeñó como alcalde de St. Paul a fines de la década de 1870 y, en el momento de su muerte en 1912, era presidente del Farmers and Mechanics Savings Bank. Su padre, Karl De Laittre, era maderero, banquero, legislador estatal y presidente del Ayuntamiento de Minneapolis. Nació en 1874 en Minneapolis y murió allí en 1957.  Su madre, Rosamond Kimball Little DeLaittre (1886-1983), procedía de Salem, Massachusetts. Sus hermanos eran John, Karl Jr. y Rosamond.
de Laittre asistió a Northrop Collegiate School en Minneapolis de 1925 a 1927, y la Madeira School, luego en Washington D. C. Ingresó al Smith College en 1929, pero lo dejó antes de graduarse para estudiar arte, primero en la Boston Museum School y luego, a partir de 1932, en el estudio de George Luks en Nueva York.  
El 29 de septiembre de 1934, de Laittre se casó con Merrill Shepard en Minneapolis. Shepard nació en Winnipeg, Canadá, el 30 de marzo de 1905 y murió en Palisades, Nueva York el 8 de enero de 1986. Vivió la mayor parte de su vida en Chicago, donde ejerció la abogacía y fue un líder cívico. Durante la Segunda Guerra Mundial se desempeñó como oficial naval y ayudó a redactar el tratado de paz con Japón. De Laittre y Shepard vivieron en Chicago desde 1934 hasta 1940. Una noticia de esa época dice que celebraron fiestas en su apartamento que financiaron por subastando pinturas realizadas el mismo día de la fiesta por De Laittre y artistas conocidos. 
De 1940 a 1943 vivieron en Nueva York, donde Shepard obtuvo una maestría en la Universidad de Columbia. En 1949 se casó con la actriz británica Brenda Forbes y reanudó su práctica legal en Chicago.  En algún momento entre 1941 y la fecha de su nuevo matrimonio, Shepard y de Laittre se divorciaron. No hubo hijos de ninguno de los matrimonios de Shepard. 
Después de su divorcio de Shepard, de Laittre se casó con Anthony Brown. Nacido en Brooklyn en 1900, fue un productor y director teatral conocido por producir y montar la obra "Tobacco Road", que se presentó en Broadway con un récord de 3.180 representaciones. La pareja residía en Nueva York. En 1950 compraron una granja de 150 años con 65 acres de tierra en Marlboro, Vermont. Allí, De Laittre se hizo un estudio donde podía pintar y construir sus esculturas de acero soldado. Permanecieron casados hasta su muerte en Connecticut en 1960. No tenían hijos.
Algún tiempo después de la muerte de Brown, De Laittre se casó con un ejecutivo jubilado de la Standard Oil Company, Paul F. Lienau. Nació en 1902 en Oelwein, Iowa. Vivían en Santa Bárbara, California, y de Laittre volvió a enviudar cuando murió en 1984. No tenían hijos.
Tras la muerte de Lienau, de Laittre se casó con Robert MacMillan, autor y editor jubilado de la revista New Yorker. Nació en 1910 y residió durante su carrera laboral en Nueva York. Murió en 1991 en Santa Bárbara, California. MacMillan había estado casado anteriormente con Cecile Gilmore, periodista y autora de historias y novelas de ficción romántica. Cuando eran jóvenes, tanto MacMillan como Gilmore habían trabajado como escritores y editores de periódicos de Nueva York. 
Como artista profesional, De Laittre usó su apellido de soltera. El apellido se traduce de dos maneras, la mayoría de las veces como "de Laittre", pero a veces como "DeLaittre". Las noticias ocasionalmente se refieren a ella por su nombre de casada, ya sea usando el nombre completo de su esposo (como Sra. Merrill Shepard) o usando su propio nombre (p.ej., Eleanor de Laittre Brown o Eleanor D. Brown).

## Exposiciones
- 1933 Exposición colectiva, Midtown Gallery, Nueva York
- 1933 Exposición colectiva, Contemporary Arts Galleries, Nueva York
- 1934 Exposición colectiva, Montross Gallery, Nueva York
- 1934 Exposición colectiva, Uptown Gallery del Continental Club, Nueva York
- 1938 Exposición colectiva, Art Institute, Chicago
- 1939 Exposición individual, Contemporary Arts Galleries, Nueva York
- 1941 Exposición colectiva, American Abstract Artists, Riverside Museum, Nueva York
- 1942 Exposición colectiva, American Abstract Artists, American Fine Arts Building, Nueva York
- 1942 Exposición individual, Paul Theobald Gallery, Chicago
- 1943 Exposición individual, Puma Gallery, Nueva York
- 1943 Exposición colectiva, Galería Puma, Nueva York
- 1943 Exposición colectiva, American-British Art Center, Nueva York
- 1944 Exposición colectiva, American Abstract Artists, Mortimer Brandt Gallery, Nueva York
- 1945 Exposición colectiva, American Abstract Artists, Riverside Museum, Nueva York
- 1946 Exposición colectiva, American Abstract Artists, American-British Art Center, Nueva York
- 1947 Exposición colectiva, American Abstract Artists, Riverside Museum, Nueva York
- 1950 Exposición colectiva, Hacker Gallery and Bookshop, Nueva York
- 1952 Exposición colectiva, American Abstract Artists, New Gallery, Nueva York
- 1952 Exposición colectiva, anual de la Federación de Pintores y Escultores Modernos, National Arts Club, Nueva York
- 1953 Exposición colectiva, American Abstract Artists Equity Association, Nueva York
- 1954 Exposición colectiva, American Abstract Artists, Riverside Museum, Nueva York
- 1956 Exposición colectiva, American Abstract Artists, Riverside Museum, Nueva York
- 1982 Exposición colectiva, Diamond Gallery, Nueva York
- 1984 Exposición a dúo, Martin Diamond Fine Arts, Nueva York
- 1989 Exposición colectiva, Museo Nacional de Arte Americano, Washington D. C.
- 1999 Exposición colectiva, David Findlay Jr. Inc., Nueva York

## Galería web
- Eleanor de Laittre- obras de arte al azar